# Óreas
Os óreas ou oúreas (em grego:  Oὔρεα, de οὔρος, ou ὄρος, "montanha"), na mitologia grega, eram os deuses das montanhas, filhos de Gaia (a Terra) sem pai, e portanto irmãos de Urano (o Céu) e Ponto (o Mar). Os antigos gregos acreditavam que cada montanha possuía uma divindade que era denominada de acordo com sua própria montanha, por exemplo:
- Atos (Άθως) — montanha da Trácia (norte da Grécia).
- Cilene (Κυλλήνη) — montanha da Arcádia, local do nascimento de Hermes.[2]
- Citerão (Κιθαιρών) — grupo montanhoso da Beócia (centro da Grécia).
- Dicte (Δίκτη) — montanha da ilha de Creta, local do nascimento de Zeus.
- Etna (Αἴτνη) — o vulcão da ilha de Sicília.
- Hemo (Αἷμος) e Ródope (Ροδόπη) — duas montanhas da Trácia.
- Hélicon (Ἑλικών) — montanha da Beócia, que competiu com Citéron.
- Ida (Ίδη) — duas montanhas, uma localizada na ilha de Creta e outra na região de Troia.
- Nisa (Νύσα) — montanha da Beócia que criou Dionísio.[3]
- Olimpo (Όλυμπος) — morada dos deuses olímpicos e a montanha mais alta da Grécia, situada na Tessália
- Ótris (Όθρυς) — montanha em Malis (sul da Tessália); a montanha foi usada pelos titãs na Titanomaquia[4]
- Parnes (Πάρνης) — montanha da Beócia.
- Parnaso (Παρνασσός) — montanha no centro da Grécia, consagrado a Apolo e morada das Musas.
- Tmolos (Τμώλος) — montanha da Lídia (em Anatólia)